# Psammobates oculiferus
Psammobates oculifer là một loài rùa trong họ Testudinidae. Loài này được Kuhl mô tả khoa học đầu tiên năm 1820.